# 中甸鸢尾
中甸鸢尾（学名：Iris subdichotoma）是鸢尾科鸢尾属的植物，是中国的特有植物。分布于中国大陆的云南省等地，生长于海拔1,800米至2,000米的地区，一般生长在山坡草地、开阔的山坡及近水处的坡地，目前尚未由人工引种栽培。